# Бабенко, Дмитрий Иванович
Дми́трий Ива́нович Бабе́нко (1909—1975) — советский государственный деятель, народный комиссар — министр внутренних дел Башкирской АССР (1943—1949), полковник.
Депутат Верховного Совета БАССР 2-го созыва.

## Биография
В 1931—1934 годах служба в войсках ОГПУ при СНК СССР.
В 1934 году назначен помощником особоуполномоченного Особого отдела Управления НКВД по Сталинградскому краю.
В 1937—1939 годах — особоуполномоченный IV отдела УГБ НКВД Башкирской АССР.
С 1941 по май 1943 года — заместитель народного комиссара внутренних дел Башкирской АССР
С 7 мая 1943 по 31 мая 1949 года — народный комиссар — министр внутренних дел Башкирской АССР, полковник.

## Звания
- c 20.06.1936 — сержант государственной безопасности (Приказ НКВД СССР № 526 от 20.06.1936)
- 26.04.1940 — лейтенант государственной безопасности (Указ Президиума ВС СССР от 26.04.1940
- 20.09.1943 — полковник государственной безопасности (Указ Президиума ВС СССР от 20.09.1943)

## Награды
- орден «Знак Почёта» (1940)
- орден Красной Звезды (1943)
- орден «Знак Почёта» (1949)